# Zodpovědná těžba
Termínem zodpovědná těžba jsou označovány snahy o těžení zlata a jiných kovů šetrným způsobem, pod dohledem Aliance pro zodpovědnou těžbu. Doly, které se stanou členy této organizace, se zavazují k zabezpečení vhodných pracovních podmínek pro své horníky a jejich okolí a současně se snaží eliminovat negativní dopady těžby na životní prostředí. Termín „zodpovědná těžba“ byl poprvé použitý Raninelem Senanayakem a Brianem Hillem.

## Potřeba certifikace zlata
Pro chudé komunity v Latinské Americe, Jihovýchodní Asii a Africe příjmy z prodeje vytěženého zlata stěžejní. Přestože 85 % objemu zlata jsou těženy ve velkých dolech, které podléhají standardům národním i nadnárodním, zbylých 15 % těžební produkce je nekontrolovaná. V těchto menších dolech však pracuje 10 milionů lidí, tedy 90 % z celosvětového počtu horníků. V těchto dolech nejsou kontrolovány pracovní podmínky horníků, ani ekologické dopady těžby zlata. Horníci zde často těží zlato z nerostů ručně a k opracování zlata používají rtuť, která je nebezpečná pro horníky i životní prostředí.

## Iniciativy pro certifikaci dolů
Proti nevyhovujícím pracovním podmínkám horníků vystupují zejména neziskové organizace, které se orientují právě za zodpovědnou těžbu.

### Aliance pro zodpovědnou těžbu
Aliance pro zodpovědnou těžbu (Alliance for Responsible Mining – ARM) je celosvětovou institucí, která byla založena v roce 2004. Jejím cílem je vytvořit standardy pro zodpovědnou těžbu a přimět těžební doly, aby přijaly certifikaci, která bude známkou toho, že provozovatelé dolů budou nastavené standardy dodržovat. Doly, které se pro certifikaci rozhodnou, pak finančně podporuje, aby mohly rozvíjet svoje podnikání a zlepšovat pracovní podmínky pro své horníky. 

### Iniciativa záruky zodpovědné těžby
Iniciativa záruky zodpovědné těžby (Initiative for Responsible Mining Assurance – IRMA) vznikla v roce 2006 ve Vancouveru a jejím nejvyšším orgánem je Řídící výbor, který tvoří zástupci těžebních společností, vlády, neziskových organizací a další subjekty, které se pohybují na trhu se zlatem. Jejich cílem je vést dialog mezi zainteresovanými stranami, aby vznikl kompromis mezi potřebami těžebních společnosti, horníků a veřejnosti.

## Podpora certifikovaného zlata
Důležitost zodpovědné těžby si uvědomila i řada nadnárodních korporací, které se zapojují do iniciativy pro certifikaci dolů.

### Chopard
Švýcarský výrobce šperků a hodinek je významným propagátorem ARM. Finančně podporuje těžební doly v Kolumbii a Bolívii, aby mohli přijmout certifikaci ARM. Společnost vyrábí produkty ze zlata dodávaného certifikovanými doly a poté je prezentuje na světově významných a sledovaných akcích, jako je například filmový festival v Cannes.

### Microsoft
Microsoft finančně podporuje ARM. Finance společnosti pomáhají šířit povědomí o aktivitách a cílech ARM, stejně jako pokrývají náklady, které doly s certifikací mají. Zároveň ve spolupráci s ARM využívají certifikované zlato při konstrukci vlastních výrobků.

### Samlerhuset Group BV
Skupina Samlerhuset Group BV, která má po Evropě síť distributorů pamětních mincí a medailí a v České republice je zastoupena společností Národní Pokladnice, ve spolupráci s ARM vytvořila medaili pro laureáty Nobelovy ceny za mír pro rok 2015. Spojení certifikovaného zlata s poselstvím Nobelovy ceny za mír zdůrazňuje důležitost odpovídajících pracovních podmínek pro horníky z malých dolů i nutnost udržitelného životního prostředí. Všechny společnosti patřící do skupiny Samlerhuset využívají zlato od ověřených dodavatelů a recyklovaných zdrojů.